# Chuchu
Chuchu (ちゅちゅ) è una rivista giapponese di manga shōjo pubblicata dalla Shogakukan per un pubblico di giovani ragazze adolescenti. La prima uscita fu nel 2005, in seguito alla separazione dalla rivista madre Ciao.

## Mangaka e serie in Chuchu
- Yuu Yabuchi
  - Anicon
  - Hitohira no koi ga furu
- Yukino Miyawaki
  - NG boy x Paradice
- Aqua Mizuto
  - ALMIGHTY x 10
- Miyuki Ohbayashi
  - Sakura Zensen
- Kaya Nanashima
  - Makimodoshi no koi no uta
- Miwako Sugiyama
  - Royal green
  - Mitsuboshi love days
- Tae Usami
  - Otome no heart mo kane shidai
- Nimi Fujita
  - Choco to mint to
- Naomi Uramoto
  - Nattoku ponchi
- Takemaru Sasami
  - Itako chan
  - Doki doki zukins
- Mikiko Satsuki
  - Koi pazzle
- Natsumi Kawahara
- Naoto Kohaku
- Kei Ouri
- Kirara Himekawa